# Ferrocarriles Argentinos

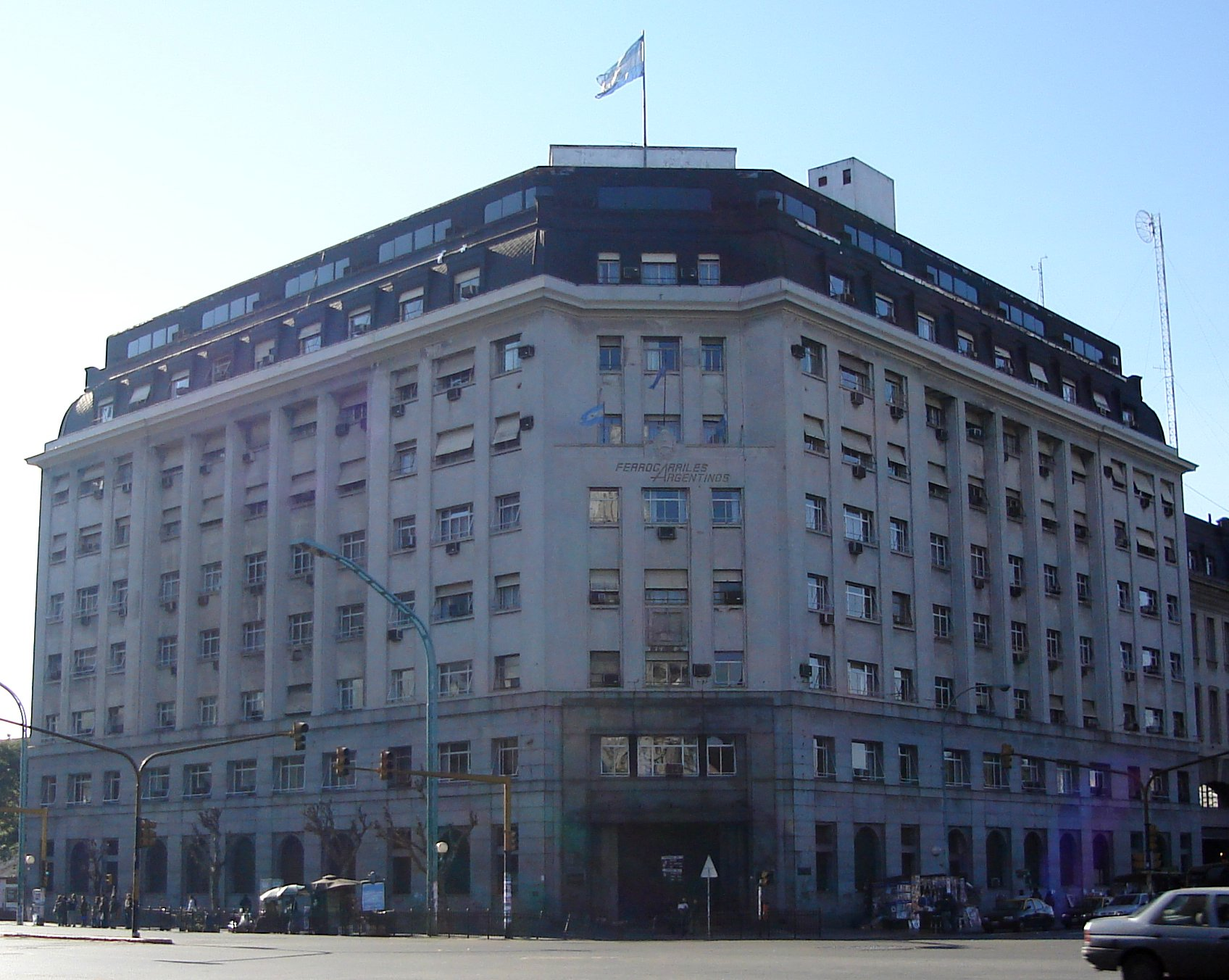
Antigas oficinas do Ferrocarriles Argentinos no bairro de Retiro de Buenos Aires

Ferrocarriles Argentinos (FA) foi uma empresa estatal argentina que manteve um monopólio de cerca de 45 anos sobre a rede ferroviária argentina.

## História

### Nacionalização e primeiros anos
Entre 1946 e 1948 o governo de Juan Domingo Peron nacionalizou as ferrovias do país reunindo-as em uma rede ferroviária composta de 8 ferrovias: General Bartolomé Mitre, General Belgrano, Domingo F. Sarmiento, General Roca, General San Martín, General Urquiza e Patagónico. Essas ferrovias foram reunidas na Empresa Nacional de Transportes (ENT), que seria extinta em 1958, com a criação da Superintendência de Ferrocarriles em 1956, uma nova empresa foi constituída em 1958: Empresa de Ferrocarriles del Estado Argentino (EFEA), logo renomeada não oficialmente Ferrocarriles Argentinos.
A nova empresa reagrupou as ferrovias novamente, sendo o Ferrocarril Patagónico, absorvido pelo Ferrocarril General Roca.

### O plano Larkin
Durante esse período a rede ferroviária argentina chegou a 47 000 km de extensão sendo a maior rede ferroviária da América Latina. Devido a massificação do automóvel como meio de transporte logo começaram a ocorrer desativações de trechos à ramais inteiros. No governo do presidente Arturo Frondizi foi iniciado o plano Larkin, recomendado pelo Banco Mundial, consistindo em uma série de desativações de trechos e ramais considerados anti-econômicos. O plano foi suspenso após uma greve de 42 dias realizada pelos ferroviários argentinos em 1961, onde quase a totalidade dos Ferrocarriles ficou paralisada.

### A gestão do general De Marchi
Em 1967 após a Revolução Argentina realizada no ano anterior e que derrubou Arturo Illia da presidência da república, assumiu a presidência da EFEA o General Juan Carlos De Marchi.
Durante seu período a empresa adotou oficialmente o nome Ferrocarriles Argentinos, sendo iniciado um grande plano de modernização da empresa onde o governo argentino investiu 850 milhões de dóllares em 5 anos. Foram adquiridas novas locomotivas G22 e GT22, novos carros de passageiros fabricados pela indústria nacional argentina Materfer. Os Ferrocarriles Argentinos começaram a recuperação, diminuindo os seus prejuízos. De Marchi assina o decreto nº 18.360 de 1969 regulamentando a operação da empresa sobre a Secretaria de Transporte, estabelecendo seu objetivo como operar as ferrovias de propriedade nacional.

### Mais desativações de trechos
Após o plano Larkin, um novo plano de desativação foi levado à cabo dentro do Proceso de Reorganización Nacional, sendo que entre 1976 e 1980 mais trechos são desativados como os ramais Avellaneda-La Plata, La Plata-Pipinas, Laguna Paiva-Deán Funes e Córdoba-Cruz del Eje, entre outros.
O governo posterior de Raúl Alfonsín manteve a marcha de desativações e durante a grve crise econômica do país a empresa ficou arruinada financeiramente o que acelerou a decisão de sua privatização pelo governo de Carlos Ménem entre 1991 e 1993.

### Privatização
| Ferrocarril    | Ramales | Concesionaria       | Inicio                |
| -------------- | --- | ------------------- | --------------------- |
| Roca           | Constitución-La Plata (vía Quilmes) Constitución-Cañuelas Constitución-Alejandro Korn Temperley - Haedo Vía Circuito Bosques-Gutiérrez | Metropolitano UGOFE | 01/05/1994 22/05/2007 |
| San Martín     | Retiro-Pilar | Metropolitano UGOFE | 01/04/1994 07/01/2005 |
| Belgrano Norte | Retiro-Villa Rosa | Ferrovías           | 01/04/1994            |
| Belgrano Sur   | Puente Alsina-Aldo Bonzi Bs. As.-González Catán Bs. As.-Marinos del Belgrano                                                           | Metropolitano UGOFE | 01/05/1994 22/05/2007 |
| Mitre          | Retiro-Tigre Retiro-Bartolomé Mitre Retiro-José León Suárez Victoria-Capilla del Señor Villa Ballester-Zárate                          | TBA UGOFE           | 27/05/1995 23/05/2012 |
| Sarmiento      | Once-Moreno Merlo-Lobos Moreno-Mercedes Merlo-Puerto Madero                                                                            | TBA UGOFE           | 27/05/1995 23/05/2012 |
| Urquiza        | Federico Lacroze-General Lemos | Metrovías           | 01/01/1994            |

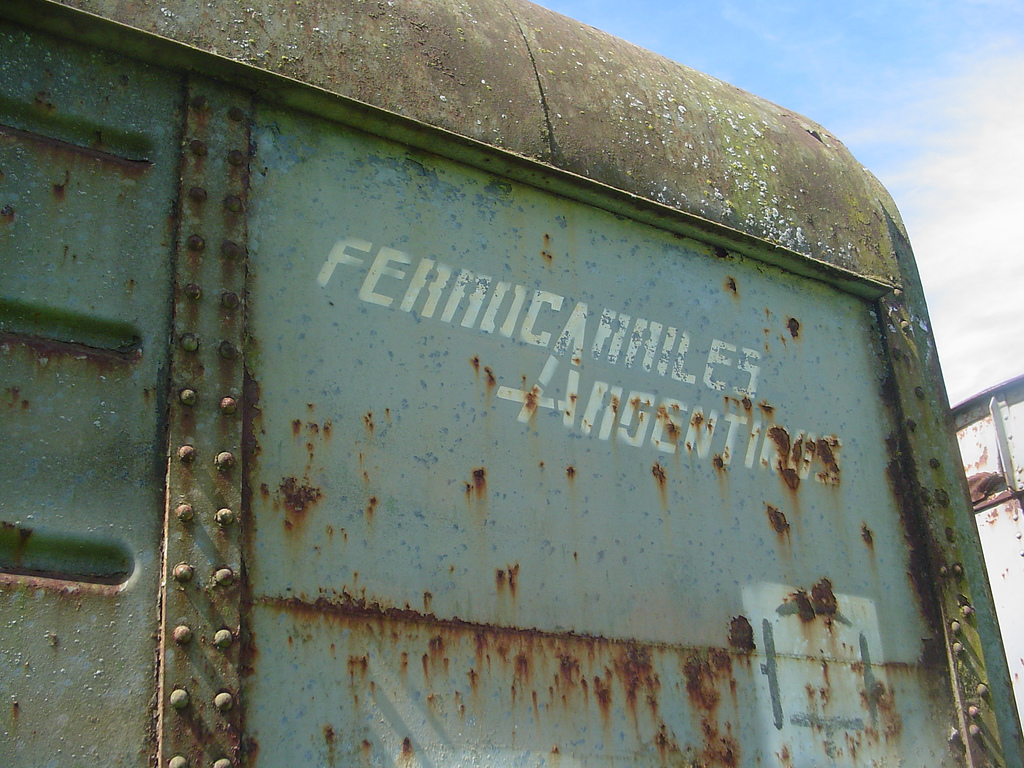
Velho vagão carga com o logo de Ferrocarriles Argentinos

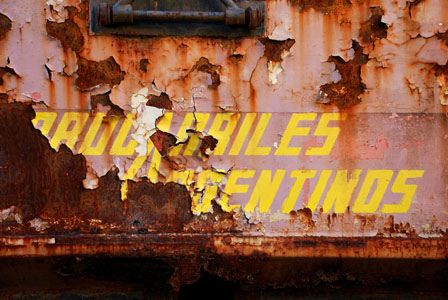
O cancelamento dos serviços fez com que muitos dos seus equipmanetos fossem sucateados

Em 1991 a Ferrocarriles Argentinos foi dividida, agrupando-se os serviços de passageiros da área metropolitana da Buenos Aires na estatal provisória FEMESA enquanto estava em andamento a licitação dos demais serviços e linhas. Os serviços suburbanos de passageiros foram logo concedidos pela FEMESA respeitando as linhas originais; no total quatro consórcios se habilitaram para administrar e os sete ramais da região de Buenos Aires. Entretanto, os Ferrocarriles Argentinos continuavam operando os trens de curta, média e longa distância em um esquema de emergência, com horários reduzidos.
No dia 10 de março de 1993 foram cancelados todos os serviços interurbanos e de longa distância ainda operados de forma emergência pelos ferrocarriles Argentinos.
O resto da rede fora da grande Buenos Aires foi concedida em um esquema que, igual ao das outras concessões, envolve tanto infra-estrutura como material rodante.
A nível nacional só forma concedidos a empresas privadas os serviços de carga,incluindo material rodante de cargas, enquanto que os material rodante para transporte de passageiros foi assumido por diferentes províncias para que elas se encarreguem pelo transporte de passageiros dentro de suas províncias, diretamente ou por concessão.
A maior parte do Ferrocarril Roca foi concedida à Ferrosur Roca, enquanto que San Martin ficou nas mãos de BAP S.A. (Buenos Aires ao Pacífico S.A);grande parte do Ferrocarril Sarmiento foi concedida à Ferro Expreso Pampeano S.A.e Urquiza foi concedido ao Ferrocarril Mesopotámico S.A; o Ferrocarril Mitre foi dado em concessão a empresa Nuevo Central Argentino. Somente o serviço de cargas no Ferrocarril General Belgrano ficou nas mãos do estado depois de um tentativa de privatização foi criada a estatal Belgrano Cargas S.A. (BCSA). Durante 1999,a maior parte das ações da Belgrano Cargas foi transferida ao Sindicato União Ferroviária.
Com a liquidação dos Ferrocarriles Argentinos a administração da infra-estrutura ferroviária nacional passou para as mãos de um novo organismo, o Ente Nacional de Administración de Bienes Ferroviarios (ENABIEF), posteriormente convertido em Organismo Nacional de Administración de Bienes del Estado (ONABE). O ONABE tem suas oficinas no edifício que foi dos ferrocarriles Argentinos,situado na intersecção das avenidas Del Libertador e Ramos Mejía, na cidade Buenos Aires.

## Atualidade

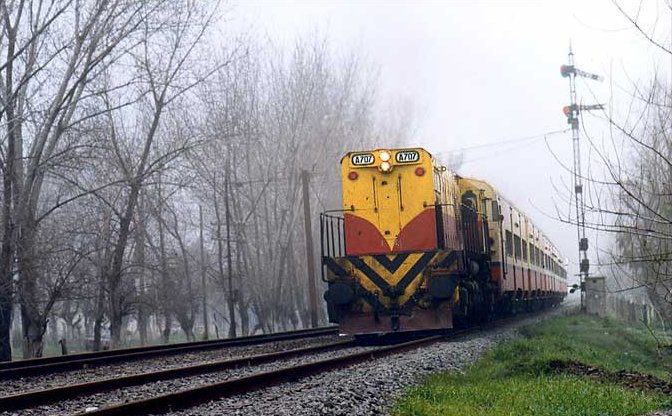
Composição da concessionária Metropolitano conservando um esquema de pintura de FA

O tema ferroviário segue muito presente na sociedade argentina, sendo um tópico recorrente das campanhas eleitorais. O ex presidente Néstor Kirchner insinuou durante a campanha eleitoral para presidente em que foi vencedor que teria a intenção de reestatizar as ferrovias; em 2006, sua administração inicia a reativação dos serviços interurbanos, havendo reativado os corredores Buenos Aires - Córdoba e Buenos Aires - Tucumán, ambos a cargo da empresa privada Ferrocentral. AS frequências semanais são escassas e a falta de manutenção na via permanente ocasiona descarrilamentos e outras dificuldades de operação.
Existem organizações que lutam pela renacionalização das ferrovias, mas que não tem um peso político considerável.

## Material Rodante

### Locomotivas

#### Adquiridas pelos Ferrocarriles Argentinos
| Modelo/Série  | Bitola (m) | Fabricante                                                                       | Origem                  | Ano de Fabricação | Frota inicial |
| ------------- | ---------- | -------------------------------------------------------------------------------- | ----------------------- | ----------------- | ------------- |
| G22           | 1,676      | General Motors - EMD                                                             | EUA                     | 1971              |               |
| GAIA          | 1,676      | Fiat ferroviaria/Cometarsa/Ercole Marelli/SIAM di Tella/Breda/Pistoiesi/Ansaldo. | Itália/Argentina        | 1963/1970         | 210           |
| Fiat Transfer | 1,000      | Alstom/Ercole Marelli/Fiat ferroviaria.                                          | França/Itália/Argentina | 1966/1967         |               |

### Carros de passageiros

#### Wekspoor
As carros holandeses Werkspoor tiveram sua entregia iniciada em 1952, sendo concluída em 1954 em um total de 415 carros divididos em:
- 100 carros de primeira classe: equipados com 72 assentos giratórios com apoio para os pés reguláveis, tendo seu interior revestido com madeira compensada. Possuíam dois grandes banheiros de aço inoxidável nos extremos dos carros com chuveiro climatizado.

- 185 carros de segunda classe: equipados com 103 assentos, possuíam pequenas mesas desmontáveis (que seriam removidas posteriormente) colocadas entre os assentos e nas lateriais. Possúiam revestimento de fórmica, piso de linóleo e dois banheiros de aço inoxidável com chuveiros climatizados.

- 50 carros semi - Pullman (com ar condicionado):Possuíam 52 assentos e éram chamados de semi-Pullman pelo fato dos carros Budd do trem Marplatense serem chamados de Pullman. Muito luxuoso, possuia iluminação individual para leitura, vidros duplos, dois grandes banheiros de aço ixoidável com chuveiros climatizados, camas dobráveis.

- 30 carros bagagem com compartimento postal: possuíam além do compartimento para cargas, um banheiro com chuveiro e uma pequena cozinha.

- 25 carros bagagem sem compartimento postal:possuíam além do compartimento para cargas, um banheiro com chuveiro e uma pequena cozinha.

- 15 carros restaurante(bar) com ar condicionado: com uma cozinha de aço inoxidável, possuíam 48 lugares, mesas de fórmica. Inicialmente  foram classificados pela Werkspoor como Carro Bar.

- 10 carros correio: utilizados pelo serviço postal argentino

Alguns carros forma modificados, tendo um se tornado carro presidencial e outro um carro com cinema.

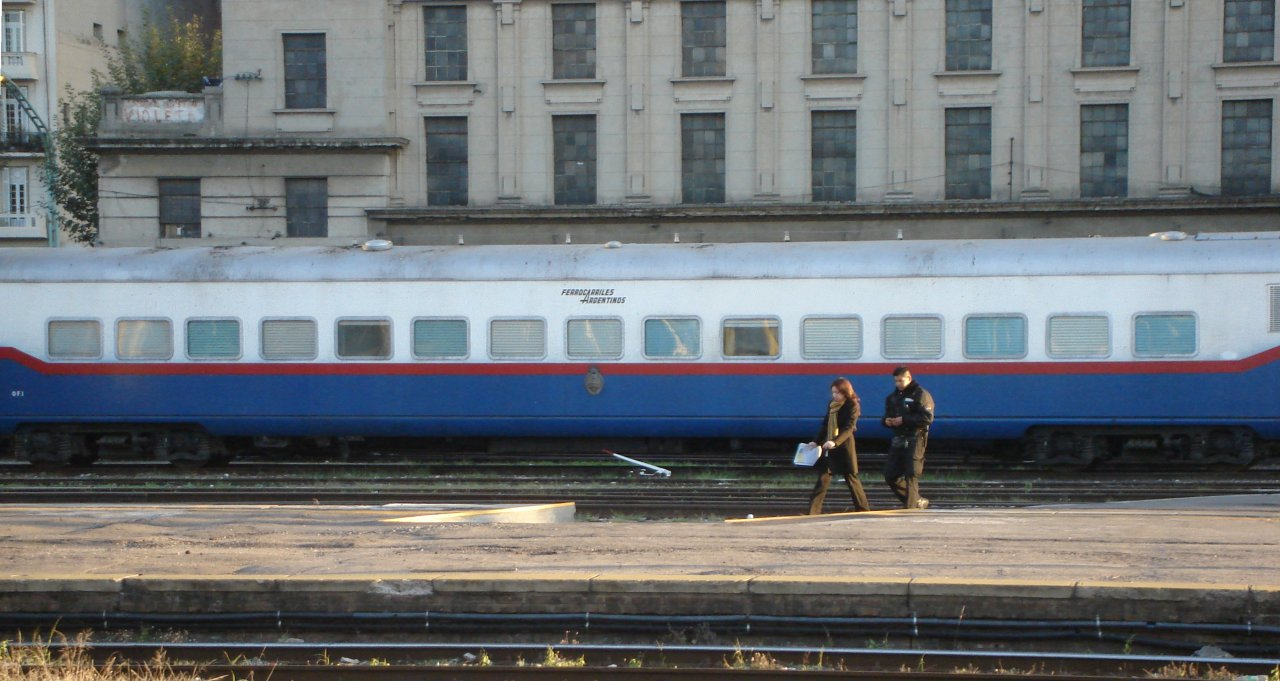
Carro Presidencial OF-1 Werkspoor, com cores e logotipos dos FA

| Modelo/Série | Bitola (m) | Fabricante | Origem  | Ano de Fabricação | Frota inicial |
| ------------ | ---------- | ---------- | ------- | ----------------- | ------------- |
|              | 1,676      | Werkspoor  | Holanda | 1952              | 415           |

#### Materfer
Os carros Fiat Concord - Materfer são de fabricação argentina.
Foram produzidos as seguintes classes:
Turista: com capacidade de 103 lugares, possuía banheiro em cada extremo do carro, com luz indicadora de ocupado/livre, assentos duplos e ou triplos. Os carros eram revestidos de chapas de fórmica.
Primera:com 72 lugares eram semelhantes à classe turística, com diferenças apenas no número de lugares e no tipo de bancos, que eram giratórios, reclináveis e possuíam apoio para os pés. Com calefação, luzes individuais e ventiladores. A quantifdade de janelas era de 9 em cada lado. No caso do Ferrocarril General Urquiza, os carros eram menores e possuíam menor capacidade.
Furgón:
Restaurante:
Dormitório:
Furgón:
Serviço Urbano:
| Modelo/Série | Bitola (m)  | Fabricante             | Origem    | Ano de Fabricação | Frota inicial |
| ------------ | ----------- | ---------------------- | --------- | ----------------- | ------------- |
| ?            | 1,435/1,676 | Fiat Concord- Materfer | Argentina | 1960              | ?             |

## Serviços de Passageiros

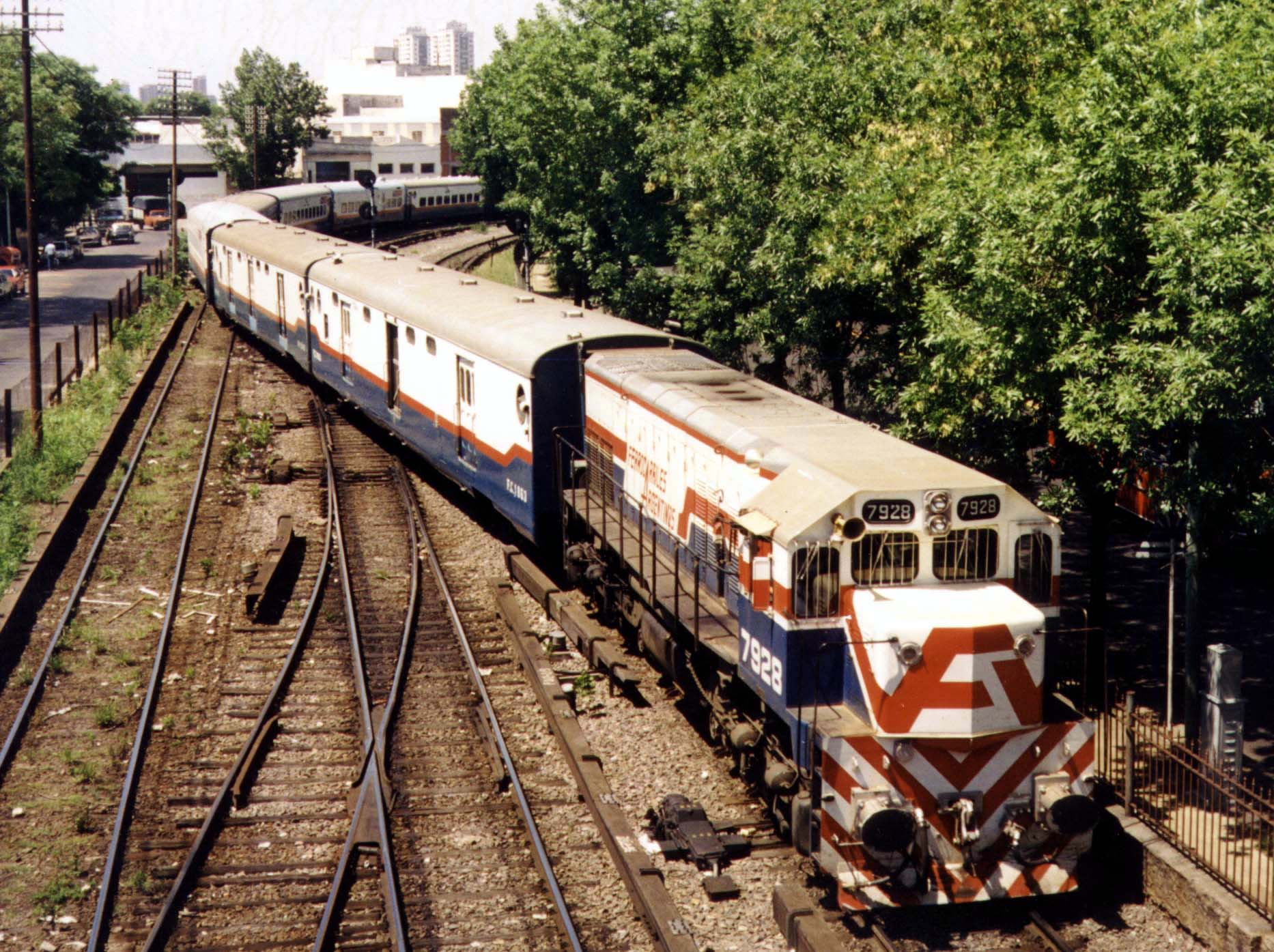
Gran Capitán saindo de F. Lacroze

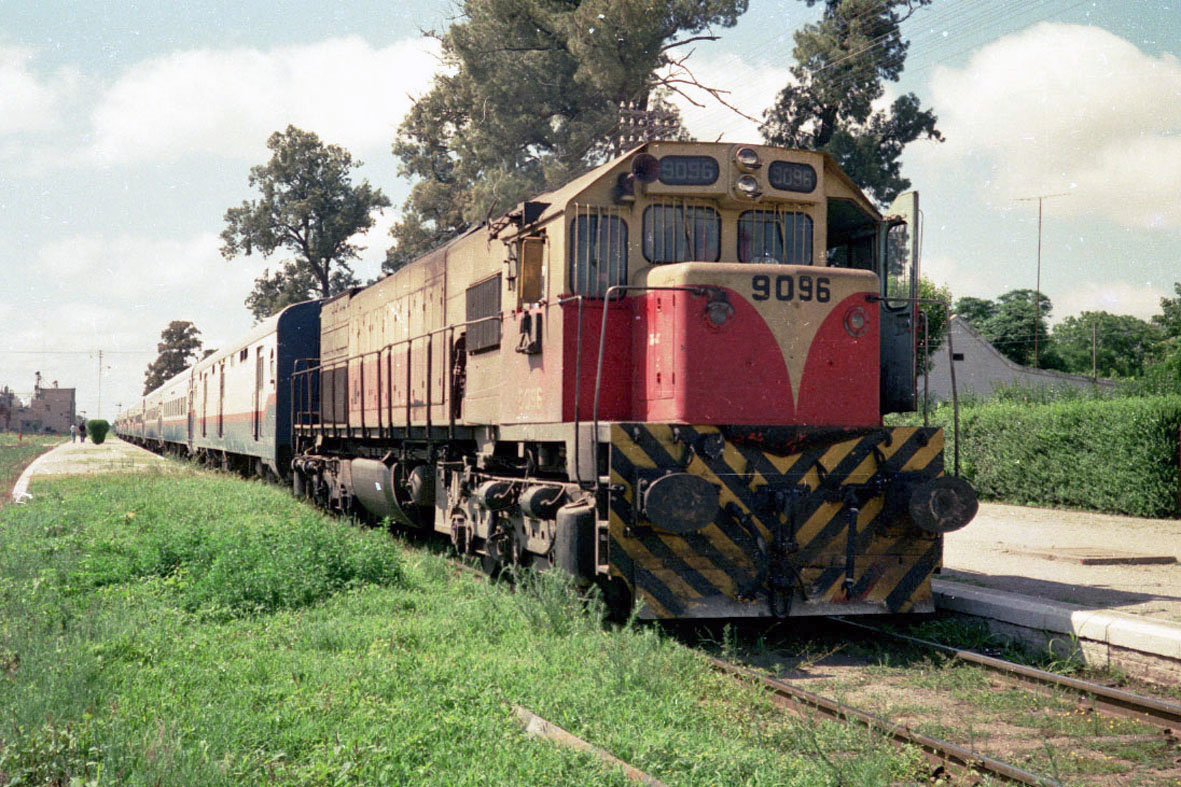
Serranoche passando por Río Segundo

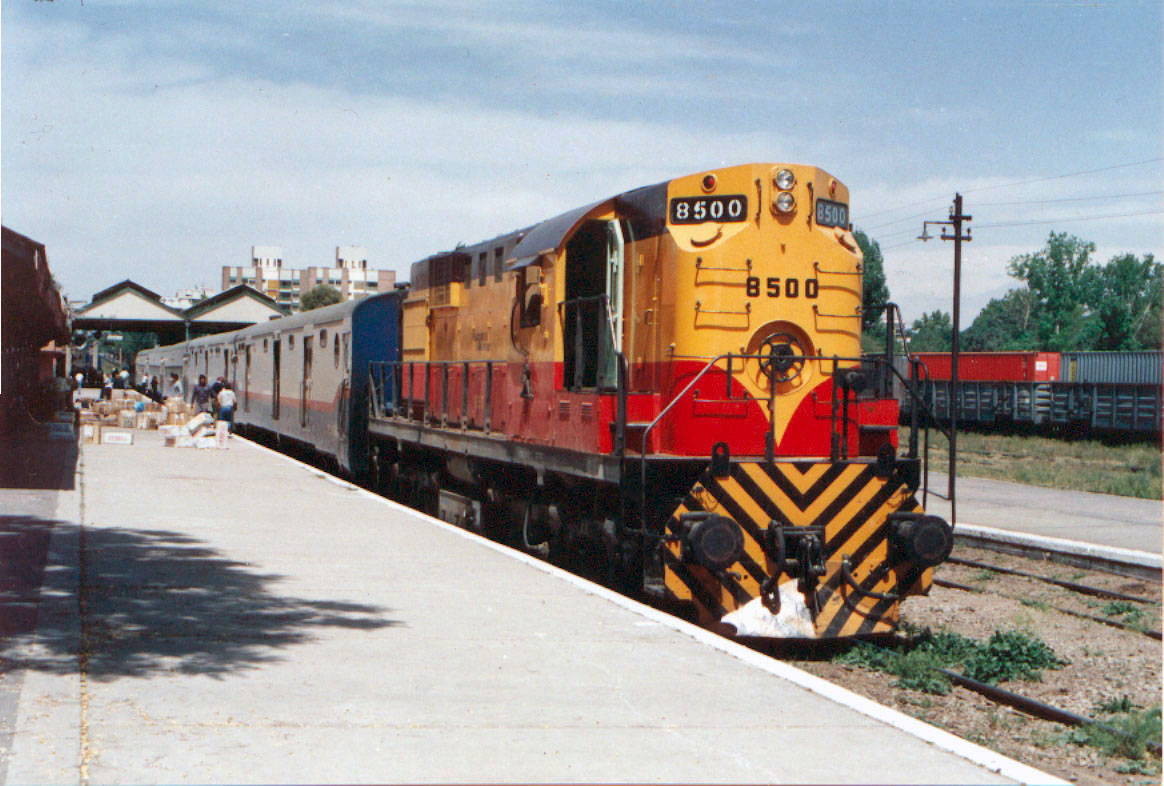
El Aconcagua em Mendoza prestes a partir para San Juan

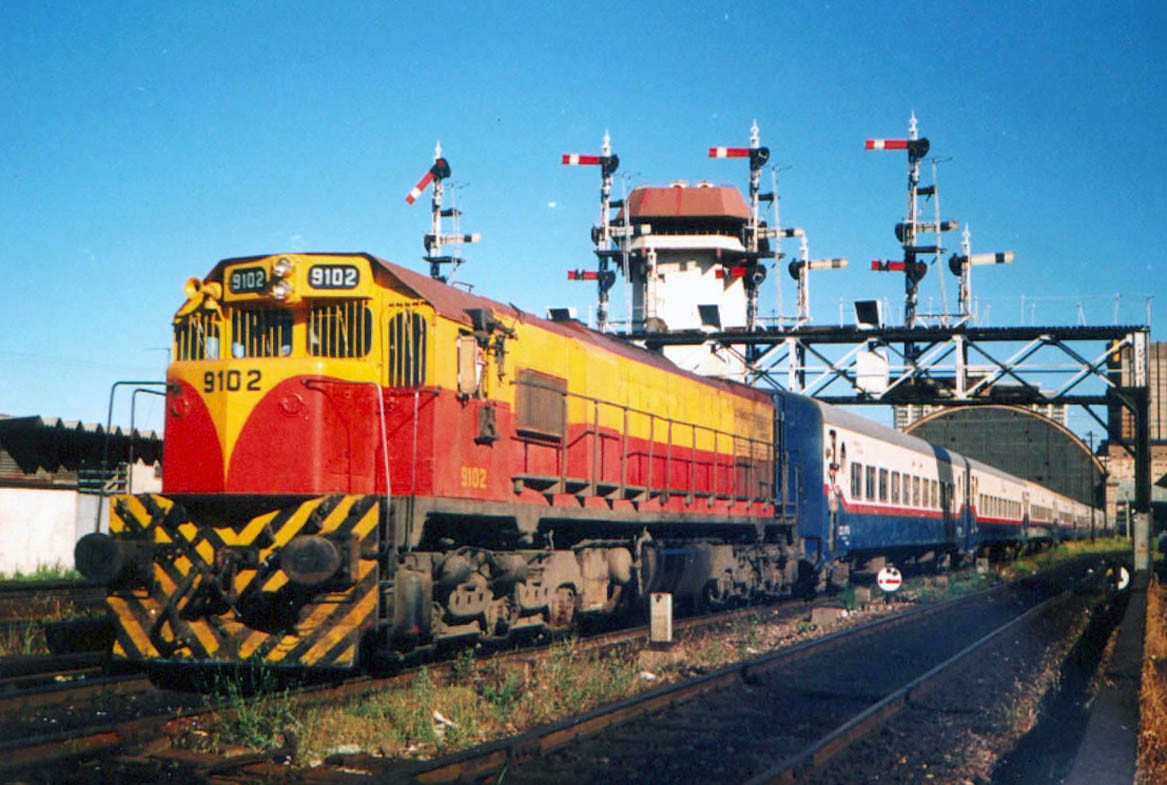
El Estrella del Norte partindo de Retiro

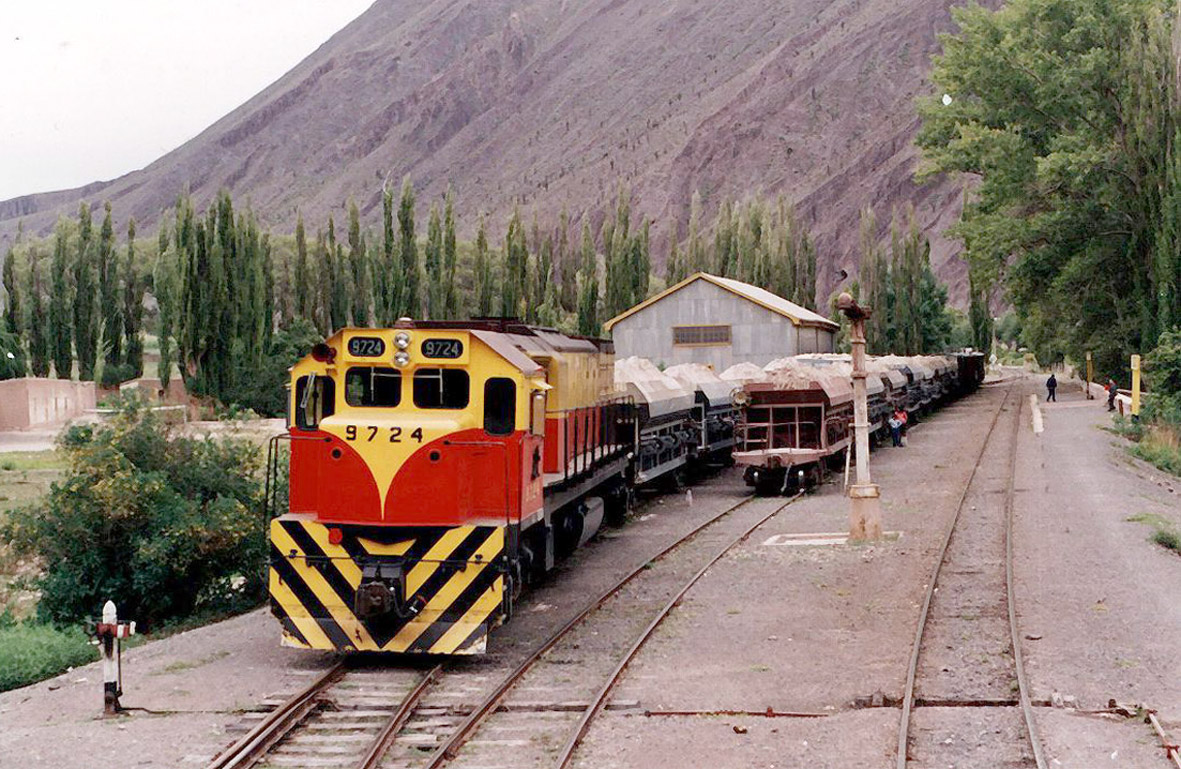
Trem cargueiro do Ferrocarril General Belgrano

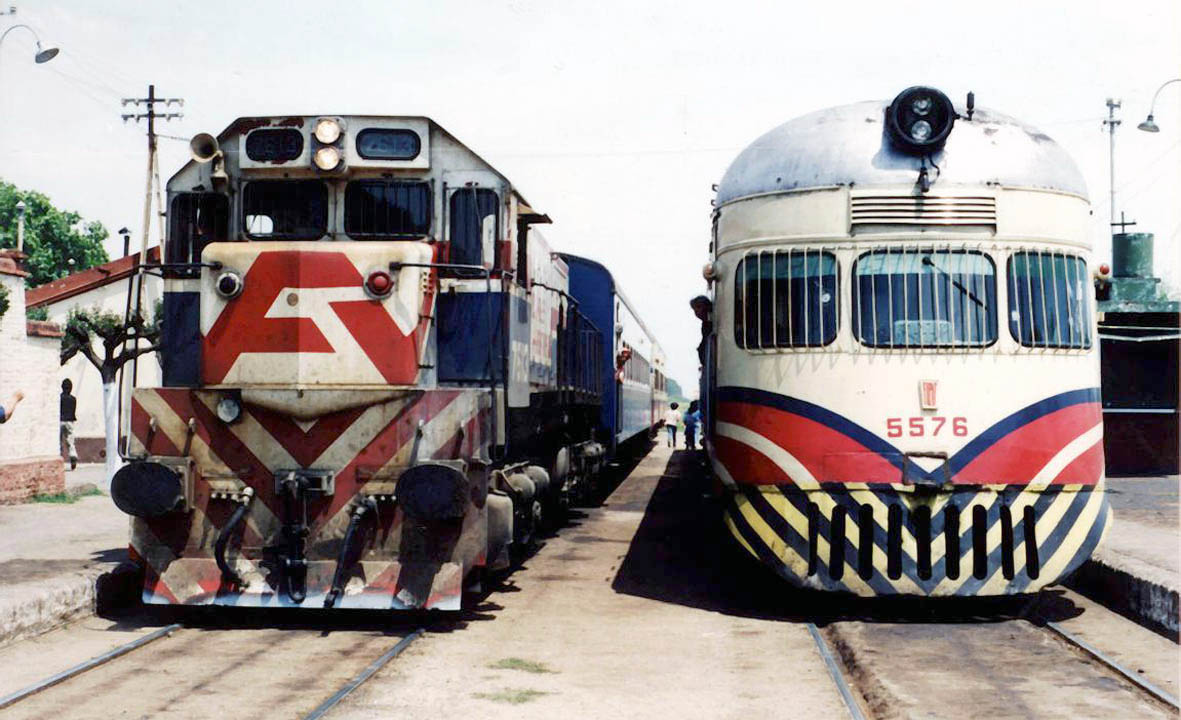
Um trem local e um interurbano do Ferrocarril Sarmiento

| Linha | Numeração         | Nome do serviço                | Percurso                                         | Carros utilizados        |
| --- | ----------------- | ------------------------------ | ------------------------------------------------ | ------------------------ |
| FCGSM | 1 - 2             | El Libertador                  | Retiro - Junín - Mendoza                         | DA, PA, P, R, X, PAC, CS |
| FCGBM | 3 - 4             | Expreso Buenos Aires - Tucumán | Retiro - Rosario - La Banda - Tucumán            | DA, PA, RA, X, PAC       |
| FCGBM | 5 - 6             | Rayo de Sol                    | Retiro - Rosario - Córdoba                       | DA, PA, R, PAC           |
| FCGSM | 9 - 10            | El Sanjuanino                  | Retiro - Junín - Mendoza - San Juan              | PA, P, CT, RA            |
| FCGBM | 13 - 14           | Estrella del Norte             | Retiro - Rosario - La Banda - Tucumán            | PA, P, CT, R             |
| FCGBM | 15 - 16           | Serranoche                     | Retiro - Rosario - Córdoba                       | P, CT, R                 |
| FCGSM | 17 - 18           | El Zonda                       | Retiro - Junín - Mendoza - San Juan              | D, PA, P, CT, R          |
| FCGBM | 19 - 20           | El Porteño                     | Retiro - Rosario                                 | PA, P, CT, R             |
| FCGBM | 23 - 24           | El Rosarino                    | Retiro - Rosario                                 | PA, P, CT, R             |
| FCGSM | 25 - 26           | El Sanrafaelino                | Retiro - San Rafael                              | PA, P, CT, R             |
| FCGSM | 33 - 34           | Sierras Grandes                | Retiro - Villa Dolores                           | PA, P, CT, R             |
| FCGSM | 43 - 44           | El Baqueano                    | Mar del Plata - Mendoza - San Juan               | PA, P, R                 |
| FCGBM | 49 - 15 / 16 - 50 | Mar y Sierras                  | Mar del Plata - Rosario - Córdoba                | PA, P, R                 |
| FCGBM | 49 - 45 / 4 - 50  | Mar y Sol                      | Mar del Plata - Rosario - Tucumán                | PA, P, R                 |
| FCGSM | 55 - 56           |                                | Bahía Blanca - Mendoza - San Juan                | PA, P, R                 |
| FCGR | 103 - 104         | El Marplatense                 | Constitución - Mar del Plata                     | PA, R                    |
| FCDFS | 117 - 118         | El Caldén                      | Once - Bragado - General Pico                    | P, CT, B                 |
| FCGR | 119 - 120         |                                | Constitución - Pringles - Bahía Blanca           | DA, PA, P, CT, R         |
| FCGR | 133 - 134         |                                | Constitución - General Lamadrid - Bahía Blanca   | DA, PA, P, CT, R         |
| FCGR | 137 - 138         | Expreso del Sur                | Constitución - Bahía Blanca - San Antonio Oeste  | DA, PA, P, CT, R         |
| FCGR | 141 - 142         | Estrella del Valle             | Constitución - Bahía Blanca - Neuquén - Zapala   | DA, PA, P, CT, R         |
| FCGR | 143 - 144         | Lagos del Sur                  | Constitución - Bahía Blanca - Viedma - Bariloche | DA, PA, P, CT, R         |
| FCGR | 147 - 148         | Golondrina                     | Constitución - Mar del Plata                     | PA, P, CT, R             |
| FCGR | 149 - 150         | Stella Maris                   | Constitución - Mar del Plata                     | PA, P, CT, R             |
| FCGR | 151 - 152         | El Atlántico                   | Constitución - Mar del Plata                     | PA, P, CT, R             |
| FCGR | 153 - 154         | Neptuno                        | Constitución - Mar del Plata                     | PA, P, CT, R             |
| FCGR | 155 - 156         | Luciérnaga                     | Constitución - Mar del Plata                     | PA, P, CT, R             |
| FCGR | 157 - 158         | Lobo de Mar                    | Constitución - Mar del Plata                     | PA, P, CT, R             |
| FCGR | 159 - 160         | Brisas del Mar                 | Constitución - Tandil - Necochea                 | PA, P, CT, B             |
| FCDFS | 161 - 162         | El Puelche                     | Once - Santa Rosa                                | PA, P, CT, R             |
| FCDFS | 169 - 170         | El Lucero                      | Once - Bragado - Ingeniero Luiggi                | P, CT, B                 |
| FCGR | 183 - 184         | Costa Sur                      | Constitución - Mar del Plata - Miramar           | PA, P, CT, R             |
| FCGR | 185 - 186         | El Platense                    | La Plata - Mar del Plata                         | PA, P, CT, B             |
| FCGMB | 201 - 202         | Cinta de Plata                 | Retiro - Córdoba - Tucumán - Salta - Jujuy       | P, CT, R                 |
| FCGMB | 203 - 204         | El Norteño                     | Retiro - Córdoba - Tucumán - Salta - Jujuy       | D, P, CT, R              |
| FCGMB | 205 - 206         | El Litoral                     | Retiro - Santa Fe - Resistencia                  | P, CT, R                 |
| FCGMB | 207 - 208         | El Chaqueño                    | Retiro - Santa Fe - Resistencia                  | P, CT, R                 |
| FCGMB | 219 - 220         | El Panamericano                | Tucumán - Jujuy - La Quiaca - La Paz             | D, P, CT, R              |
| FCGU | 301 - 302         | El Gran Capitán                | Federico Lacroze - Concordia - Posadas           | D, P, CT, R, X           |
| FCGU | 303 - 304         | El Correntino                  | Federico Lacroze - Concordia - Corrientes        | D, P, CT, R              |
| FCGU | 305 - 306         | Expreso Cataratas              | Federico Lacroze - Concordia - Posadas           | DA, PA, CT, R            |
| FCGU | 307 - 308         | Salto Grande                   | Federico Lacroze - Concordia                     | D, P, CT, R              |
| FCGSM | 565 - 566         | El Aconcagua                   | Retiro - Junín - San Luis - Mendoza - San Juan   | DA, PA, P, CT, R         |
| FCGSM | 575 - 576         | El Cóndor                      | Retiro - Junín - Mendoza                         | PA, P, R                 |
| FCGBM | 1015 - 1016       | Mixto a Tucumán                | Retiro - Tucumán                                 | P, CT, BP, BCT           |
| FCGMB | 1721 - 1722       |                                | Salta - Socompa - Antofagasta                    | D, P, CT, R              |
| FCGMB | 1723 - 1724       |                                | Salta - Pocitos - Santa Cruz de la Sierra        | D, P, CT, R              |
| FCGMB | 2001 - 2002       | El Santafesino                 | Retiro - Rosario - Santa Fe                      | CT, B                    |
| FCGR | 2127 - 2128       |                                | Constitución - Tandil                            | CT, B                    |
| FCGR | 2131 - 2132       |                                | Constitución - Tandil - Necochea                 | CT, B                    |
| FCGBM | 2521 - 2522       | Ciudad de Rosario              | Retiro - Rosario                                 | CT, B                    |
| Códigos de Ferrocarriles Argentinos |                   |                                |                                                  |                          |
| CT: Classe Turista - P: Primeira Clase - PA: Pullman - D: Dormitório - DA: Dormitório A/C - R: Restaurante - B: Carro Bar - PAC: Carro Cinema - BP: Bar Primeira - X: Bandeja Automovilera - BCT: Bar Classe Turista - S: Segunda - CS: Carro Salão - RA: Restaurante A/C |                   |                                |                                                  |                          |